# Macreupelmus brasiliensis
Macreupelmus brasiliensis is een vliesvleugelig insect uit de familie Eupelmidae. De wetenschappelijke naam is voor het eerst geldig gepubliceerd in 1896 door Ashmead. Het vrouwtjesinsect bereikt een lengte van 4,5 tot 5 mm. Zoals zijn naam aangeeft, komt dit insect in Brazilië voor. De beschermingsstatus van deze soort is onbekend.